# Episodi di 14º Distretto (ventiquattresima stagione)
La ventiquattresima stagione della serie televisiva 14º Distretto è stata trasmessa in anteprima in Germania da Das Erste tra il 22 novembre 2010 e il 21 marzo 2011.
| nº | Titolo originale               | Titolo italiano | Prima TV Germania | Prima TV Italia |
| -- | ------------------------------ | --------------- | ----------------- | --------------- |
| 1  | Dumm gelaufen                  |                 | 22 novembre 2010  |                 |
| 2  | Der Bluff des alten Li         |                 | 29 novembre 2010  |                 |
| 3  | Knochenbrecher                 |                 | 6 dicembre 2010   |                 |
| 4  | Jimmy Heinrich war ein Seemann |                 | 13 dicembre 2010  |                 |
| 5  | Liebeslügen                    |                 | 20 dicembre 2010  |                 |
| 6  | 5 nach 12                      |                 | 10 gennaio 2011   |                 |
| 7  | Home Sweet Home                |                 | 17 gennaio 2011   |                 |
| 8  | Freifahrt                      |                 | 31 gennaio 2011   |                 |
| 9  | Die Warnung                    |                 | 7 febbraio 2011   |                 |
| 10 | Katzenjammer                   |                 | 14 febbraio 2011  |                 |
| 11 | Hamburg - Paris und zurück     |                 | 21 febbraio 2011  |                 |
| 12 | Peanuts                        |                 | 28 febbraio 2011  |                 |
| 13 | Diebe in der Nacht             |                 | 7 marzo 2011      |                 |
| 14 | Zack, zack!                    |                 | 14 marzo 2011     |                 |
| 15 | Große Erwartungen              |                 | 21 marzo 2011     |                 |